# Magyarigen község
Magyarigen község (románul: Comuna Ighiu) község Fehér megyében, Romániában. Központja Magyarigen, beosztott falvai Borosbocsárd, Celna, Igenpataka, Sárd.

## Népessége
A 2011-es népszámlálás adatai alapján a község népessége 6283 fő volt.